# Phataginus tricuspis
Manis tricuspis (панґолін тризагострений) — вид панголінів, що поширений в Центральній і Західній Африці від Сенегалу до західної Кенії й на південь до Замбії. Цей вид мешкає в низинних вологих тропічних лісах (первинних і вторинних), у мозаїці з лісів і саван, також полюбляє культивовані землі, якщо там не піддається тиску полювання (їх часто ловлять на занедбаних або олійних пальмових деревах, що мало використовуються (рід Elaeis).

## Поведінка і відтворення
Це переважно нічний, напівдеревний вид. Харчується мурашками, термітами та іншими безхребетними. Період вагітності близько 150 днів, після чого самиці народжують одне дитинча, котре носять на собі.

## Загрози та охорона
Піддається дуже значному тиску полювання заради м'яса і для народної медицини. Manis tricuspis найбільш широко розповсюджений як у природі, так і на ринках м'яса диких тварин. Присутній на багатьох природоохоронних територіях.

## Виноски
1. ↑  Станіславівський Натураліст. Архів оригіналу за 5 грудня 2013. Процитовано 7 липня 2011.
2. 1 2 3  Вебсайт [Архівовано 20 липня 2011 у Wayback Machine.] МСОП